# 毛束草
假酸漿又名毛束草(中國)、碧果草(台灣)（学名：Trichodesma calycosum），是紫草科毛束草属的植物。分布在锡金、秦国、老挝、缅甸以及中国大陆的云南、贵州等地，生长于海拔500米至2,200米的地区，也分布在台灣的中南部低海拔山坡林緣、樹叢、路旁及平野地區及林下，由於台灣人覺得它長的像酸漿，所以就稱其作「假酸漿」，在中國大陸則只稱作「毛束草」而不稱作「假酸漿」。(因為中國大陸所說的「假酸浆」是另一種長得像酸漿的植物，又被稱為石花樹、冰粉樹，種子可以用來製作一種名為冰粉的食品，在台灣則被稱作大本炮仔草，所以本條目與中國大陸所說的假酸浆是兩種完全不同的植物。)
台灣原住民會採集嫩葉生食或煮食，有時也用來包裹食物，是一種日常的食用野菜，排灣語叫它ljavilu，魯凱語是alabulru，阿美語稱之為lafido，卑南語則叫lavilru，所以也有音譯成中文稱作拉維露葉。在排灣族及魯凱族中有一種傳統美食，不論外型和口感都跟漢人所吃的肉粽相似，它們稱為「avay」(音譯成中文為阿拜或阿粨)，avay是小米糕的意思，類似粽子。avay是各種節慶時必須製作的食物，包裹的食料主要為小米(或 芋頭粉)和豬肉，和一般漢人肉粽不同的是，食料是先用拉維露葉(假酸漿葉)包好，外頭再以月桃葉子或香蕉葉包裹，avay煮熟後食用時，食料會連同拉維露葉(假酸漿葉)一起吃，據說有助於消化。

## 异名
- Trichodesma calycosum Coll. et Hemsl. var. formosanum (Matsum.) I. M. Johnst.